# 长叶水麻
长叶水麻（学名：Debregeasia longifolia）是荨麻科水麻属的植物。分布在菲律宾、斯里兰卡、马来半岛、锡金、尼泊尔、缅甸、老挝、印度、越南、不丹以及中国大陆的西藏、贵州、四川、广西、湖北、甘肃、陕西、云南、广东等地，生长于海拔500米至3,200米的地区，一般生于山谷、溪边两岸灌丛中或森林中的湿润处，目前尚未由人工引种栽培。

## 别名
麻叶树（滇西南） 水珠麻（滇东南）